# Wolfratshausen
Wolfratshausen è una città tedesca, situata nel land della Baviera, che fa parte del circondario di Bad Tölz-Wolfratshausen. È ubicata a circa 35 km a sud di Monaco di Baviera e ad una decina di chilometri a est del lago di Starnberg.
La città si suddivide in cinque quartieri: Altstadt ("città vecchia"), Weidach, Nantwein, Farchet e Waldram.
Il 31 dicembre 2015 gli abitanti erano 18 237.

## Storia
La prima menzione di Wolveradeshusun appare in un documento del re Enrico II datato 30 giugno 1003 e riguardante la delimitazione della zona di caccia circostante. Circa un secolo dopo, un ramo dei conti Deißen-Andechs costruì un castello su una collina che dominava la valle sottostante.
Dal 1280 la cittadina fu designata "mercato". Dal XII secolo gli abitanti si servivano dei fiumi Loisach e Isar per il trasporto di acqua, in particolare tramite zattere. Ancor oggi è possibile guidare una zattera da Wolfratshausen a Monaco di Baviera. Nel 1286 vi fu martirizzato il santo cattolico Nantovino, nei pressi dell'attuale quartiere di Nantwein (che secoli dopo prese nome dal pellegrino).
Wolfratshausen risulta essere sede di un tribunale distrettuale dal XIII secolo.
Nel 1632, durante la Guerra dei trent'anni, le truppe svedesi appiccarono le fiamme a molti edifici ed uccisero una parte degli abitanti; la popolazione si ridusse ulteriormente a causa della peste portata da un migliaio di soldati spagnoli.
Il castello fu distrutto il 7 aprile 1734 quando un fulmine colpì la "Torre delle polveri", che conservava ben 17 tonnellate di polvere da sparo. Le pietre provenienti dalle macerie furono trasportate a Monaco, dove vennero utilizzate per costruire la Residenza di Monaco di Baviera.
Nel 1853 Wolfratshausen conobbe la più grande inondazione della sua storia. Nel 1874 numerosi edifici furono distrutti da un incendio.
Nel 1911 un terremoto di media intensità provocò danni e lesioni alle abitazioni. Durante la prima guerra mondiale 85 abitanti della cittadina persero la vita al fronte.
Nel 1933 i nazisti al potere presero il Municipio. Nel 1937 iniziò la costruzione di una fabbrica di bombe e alloggi per lavoratori sia tedeschi sia stranieri. Risale alla seconda guerra mondiale, nel corso della quale morirono 160 abitanti di Wolfratshausen, il campo di lavoro forzato di Föhrenwald, usato dagli Alleati come campo per sfollati fino al 1957, anno in cui venne trasformato in un quartiere di Wolfratshausen e ribattezzato Waldram in onore di uno dei fondatori del Monastero di Benediktbeuern.
La città è stata sede del governo circondariale fino al 1972, quando tale funzione passò a Bad Tölz.

## Luoghi di interesse

### Culturali

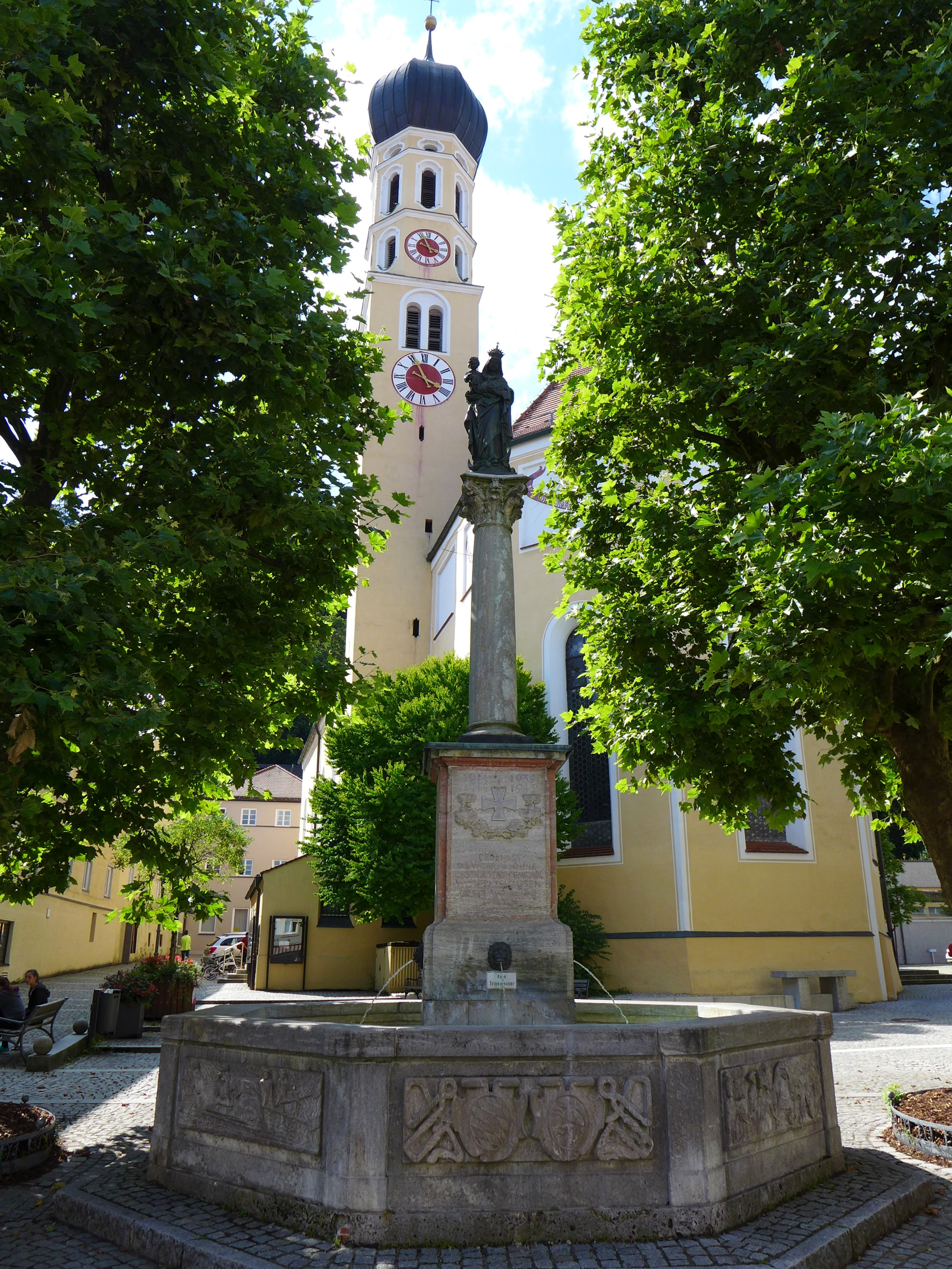
La fontana Wolfratshausener Marie e sullo sfondo la chiesa di S. Andrea

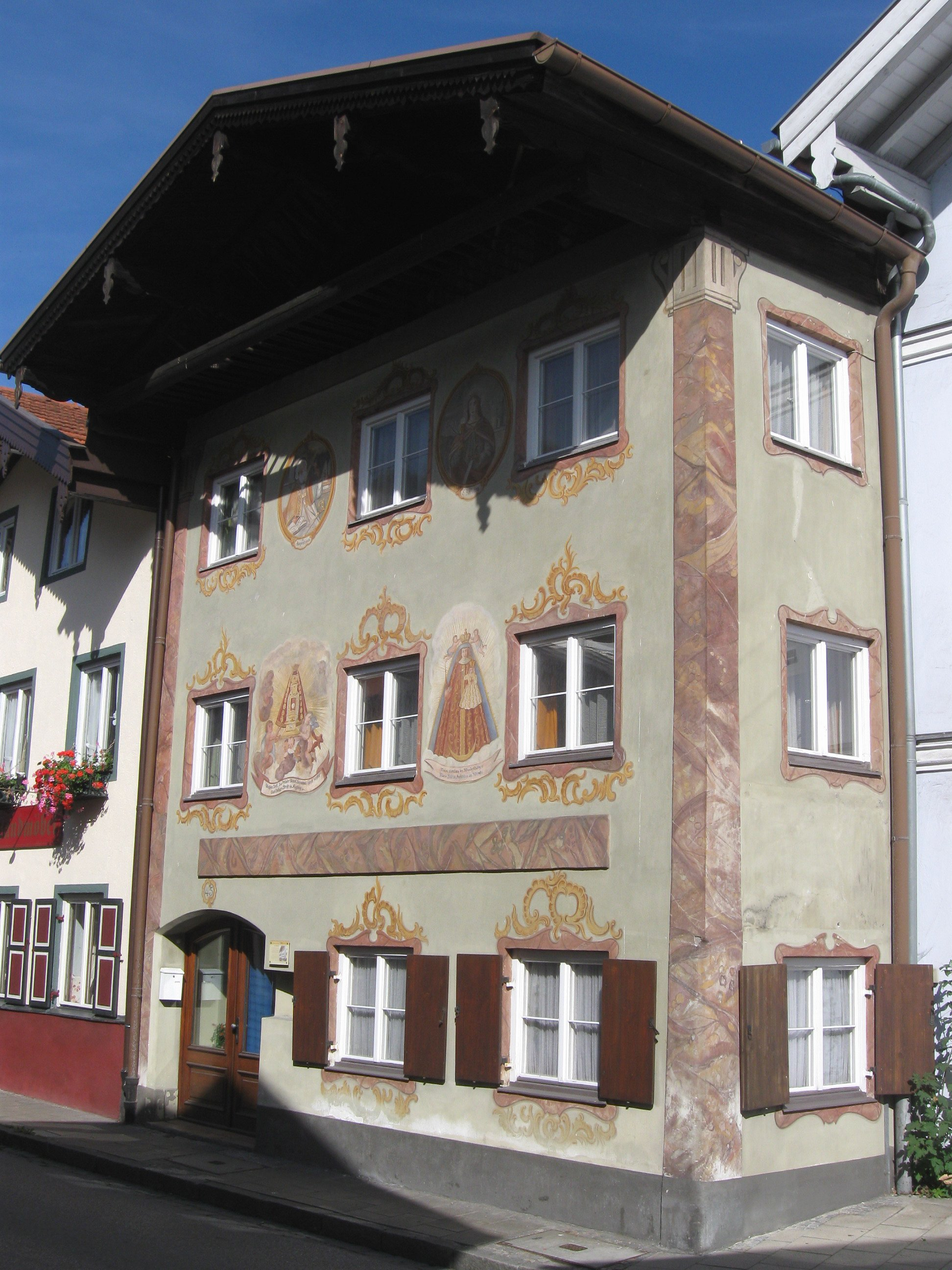
La casa Beim Oberfärber

- La chiesa parrocchiale di S. Andrea (eretta nel 1484) e la vicina fontana Wolfratshausener Marie
- L'Humplbräu, un hotel e ristorante nel centro storico, menzionato per la prima volta in un documento del 1619
- L'intero centro storico
- La galleria d'arte Schwankl-Eck
- La Loisachhalle, una sala culturale adibita a mostre inaugurata nel 1980
- Il Museo di Storia locale
- Il Municipio (costruito nel 1805)
- La Buckhaus, un edificio residenziale e commerciale a tre piani (il nome deriva dalla famiglia Buck) eretto prima del 1633
- Beim Oberfärber ("Dai tintori superiori"), un edificio residenziale e commerciale costruito nel tardo XVIII secolo con tetto largo e facciata dipinta in stile rococò

### Ricreativi
- Il parco divertimenti "Märchenwald im Isartal", aperto nel 1968
- I resti in tufo del castello distrutto nel 1734
- La riserva faunistica "Isarauen - Pupplinger Au", che è possibile raggiungere ed attraversare anche in bicicletta
- Il giardino giapponese Yuko Nihon Teien, regalo della città giapponese gemellata Iruma
- Le piste di sci di fondo nelle vicinanze
- La via Bavarica Tyrolensis che collega Monaco al fiume Inn attraversa il Pupplinger Au
- I sentieri lungo il fiume Isar

## Amministrazione

### Gemellaggi
- Barbezieux (dal 1970)
- Iruma (dal 1987)